# Platambus semenowi
Platambus semenowi är en skalbaggsart som först beskrevs av Jakovlev 1897.  Platambus semenowi ingår i släktet Platambus och familjen dykare. Inga underarter finns listade i Catalogue of Life.